# Universidad de la Columbia Británica Okanagan
La  Universidad de Columbia Británica Okanagan (también conocida como UBCO) es el segundo campus de la Universidad de Columbia Británica. Este se encuentra localizado en Kelowna, Columbia Británica, Canadá.
 UBCO fue originalmente concebida en 1965 como el  Okanagan College (subsiguientemente conocida como  Okanagan University College). En 2005 se convirtió en la Universidad de la Columbia Británica Okanagan. 
La escuela ofrece formación para licenciatura y postgrado, y es muy activa en investigación. Desde su establecimiento, el campus se ha vuelto uno de los campus universitarios de más rápido crecimiento en Canadá. El número de estudiantes ha aumentado de aproximadamente 3,000 en 2005 a más de 10,000 en 2019.
- Datos: Q6156831